# Castell de Cabres
Castell de Cabres är en kommun i Spanien.   Den ligger i provinsen Província de Castelló och regionen Valencia, i den östra delen av landet, 300 km öster om huvudstaden Madrid. Arean är 31 kvadratkilometer. Castell de Cabres gränsar till Herbés, Morella, Puebla de Benifasar och Vallibona. 
Terrängen i Castell de Cabres är lite kuperad.